# Livártzi (Achaïe)
Livártzi (grec moderne : Λιβάρτζι) est une localité située dans le dème de Kalávryta, dans le district régional d'Achaïe, dans la périphérie de Grèce-Occidentale, en Grèce.
Selon le recensement de 2021, elle compte 118 habitants.